# Cyperus schaffneri
Cyperus schaffneri är en halvgräsart som beskrevs av Johann Otto Boeckeler. Cyperus schaffneri ingår i släktet papyrusar, och familjen halvgräs. Inga underarter finns listade i Catalogue of Life.